# پاتریک ام‌بوما
پاتریک ام‌بوما (انگلیسی: Patrick M'Boma؛ زادهٔ ۱۵ نوامبر ۱۹۷۰) بازیکن فوتبال سابق اهل کامرون است. او سابقاً بهترین گلزن تاریخ تیم ملی فوتبال کامرون بود.
از باشگاه‌هایی که در آن بازی کرده‌است می‌توان به کالیاری، پارما، ساندرلند، ویسل کوبه، گامبا اوساکا، و پارس سن ژرمن اشاره کرد.
وی همچنین در تیم ملی فوتبال کامرون بازی کرده‌است و در جام‌های جهانی 1998 و 2002 به میدان رفت.